# Kaouab Ier
Kaouab Ier est le fils du pharaon Khéops et de Mérititès Ire. Il est l'un des vizirs du royaume pendant le règne de son père. Les titres de Kaouab comprenaient :
- « célébrant d'Anubis » (Hts Jnpw),
- « prêtre de Selket » (Hm-nTr Srkt),
- « fils du corps du roi » (sA nswt n Ht.f),
- « fils aîné du corps du roi » (sA nswt n Xt.f smsw),
- « prince héréditaire » (jry pat),
- « comte » (h3ty),
- « Chef des dix de Haute-Égypte » (wr mDw Smaw),
- « seul compagnon d'amour » (s mr waty n mrw(t)),
- « vizir » (TAty).

## Généalogie
Il est le fils du roi Khoufou et de la reine Mérititès Ire.
Il épouse sa propre sœur Hétep-Hérès II avec qui il aura quatre enfants, trois fils (Douaenhor, Kaemsekhem, Mindjedef) et une fille nommée Mérésânkh III qui épousera par la suite Khafrê. À sa mort, sa femme devenue veuve épousera son demi-frère le futur roi Djédefrê.

## Sépulture
Il meurt avant son épouse et son père. Son mastaba fut découvert dans le cimetière est du complexe funéraire de Khéops, à Gizeh (Mastaba 7110-7120). La construction d'une chambre funéraire pour sa femme Hétep-Hérès II y a été commencée, mais ne fut jamais terminée. Hétep-Hérès survécut à Kaouab de nombreuses années et choisit une autre tombe. 
Un honneur posthume fut rendu à Kaouab, bien des siècles plus tard, lorsque le prince Khâemouaset, fils de Ramsès II, restaura une de ses statues dans le temple de Memphis.